# Landschaftsschutzgebiet Landschaftsteile im Bereich der Gemeinde Leerhafe (Eichenwald)
Das Landschaftsschutzgebiet Landschaftsteile im Bereich der Gemeinde Leerhafe (Eichenwald) ist ein Landschaftsschutzgebiet im Landkreis Wittmund des Bundeslandes Niedersachsen. Es trägt die Nummer LSG WTM 00015. Als untere Naturschutzbehörde ist der Landkreis Wittmund für das Gebiet zuständig.

## Beschreibung des Gebiets
Das 1947 ausgewiesene Landschaftsschutzgebiet umfasst eine Fläche von 0,006 Quadratkilometern und liegt südlich des Ortszentrums von Leerhafe, einem Stadtteil von Wittmund.

## Schutzzweck
Genereller Schutzzweck ist der „Erhalt und Entwicklung einer naturnahen, artenreichen Waldparzelle“. Um den Schutz ausreichend zu sichern, schlägt der Landkreis eine Unterschutzstellung als Geschützter Landschaftsbestandteil vor.